# Piotr Konaszewicz-Sahajdaczny
Petro (Piotr) Konaszewicz, znany jako Konaszewicz-Sahajdaczny, ukr. Петро Конашевич-Сагайдачний (Petro Konaszewycz-Sahajdacznyj) herbu Pobóg (ur. 1570 w Kulczycach, zm. 20 kwietnia 1622 w Kijowie) – hetman kozaków rejestrowych.
Jeden z najwybitniejszych wodzów kozackich w XVII wieku. Jego wojska wsławiły się w bitwie pod Chocimiem w 1621. Konaszewicz wielokrotnie występował w obronie Rzeczypospolitej przed wojskami moskiewskimi i tureckimi.

## Życiorys
Urodził się prawdopodobnie w 1570, we wsi Kulczyce koło Sambora w ziemi przemyskiej. Kształcił się w Akademii Ostrogskiej w Ostrogu, po czym pracował jako nauczyciel domowy w Kijowie. Następnie uszedł na Sicz Zaporoską, gdzie dzięki wykształceniu i energii zdobył wkrótce jedną z czołowych pozycji wśród starszyzny kozackiej. Organizował i uczestniczył w wielu wyprawach Kozaków na Morze Czarne na łodziach czajkach, które m.in. złupiły tureckie porty: Warnę, Oczaków, Synopę i przedmieścia Stambułu.
Według niektórych historyków, w 1606 został hetmanem wojska zaporoskiego. Prowadził politykę współpracy wobec Korony, chcąc zwiększyć znaczenie kozactwa na Ukrainie i rozszerzyć rejestr kozacki. Osobiście zaprzyjaźniony z królewiczem Władysławem IV Wazą, późniejszym królem Polski. Podczas wojny polsko-rosyjskiej 1609–1618, w 1613 dowodził wyprawą kozacką na Moskwę (wojska dotarły pod Kaługę). Po zawarciu ugody z Rosją, w 1613 dowodził także kolejną wyprawą morską na Morze Czarne, do brzegów Krymu. Podczas kolejnej wielkiej wyprawy w 1616 Kozacy w liczbie 7,5 tysiąca na 150 czajkach zwyciężyli turecką eskadrę pod Oczakowem i zdobyli twierdzę w Kaffie, uwalniając dużą liczbę chrześcijańskich niewolników.
W 1618, podczas kolejnej wojny polsko-rosyjskiej (moskiewskiej), Sahajdaczny dowodził 20-tysięczną armią kozacką, która pustoszyła ziemie rosyjskie dochodząc do Moskwy i łącząc się tam z siłami głównymi królewicza Władysława IV. Mimo to, Polska była przeciwna wzmacnianiu kozaczyzny, z racji zagrożenia wyprawami odwetowymi ze strony Chanatu, Turcji i Rosji, w rezultacie w 1619 starszyzna kozacka i Sahajdaczny podpisali ugodę w Rastawicy o zmniejszeniu rejestru kozackiego do 3 tysięcy, zaprzestania wypraw czarnomorskich i podporządkowaniu starszyzny królowi.
Było jednak za późno i armia turecko-tatarska w odwecie za kozackie najazdy ruszyła na Rzeczpospolitą.
We wrześniu 1621, po obietnicy przeniesienia walk na terytorium mołdawskie, Sahajdaczny dołączył z 30-tysięcznym korpusem Kozaków do sił polskich pod Chocimiem. Kozacy zatoczyli potężny obóz obronny i przez cały okres walk trzymali lewe skrzydło sił Rzeczypospolitej, dając ogromny wkład w zwycięstwo. Jednakże Sahajdaczny po powrocie do Kijowa zmarł 20 kwietnia 1622 na skutek odniesionych pod Chocimiem ran. Pochowany został w klasztorze w Kijowie.
Kasjan Sakowicz poświęcił mu poemat Wirszy na żalisnyj pohreb szlachetnoho rycaria Petra Konaszewicza Sahajdacznoho, w którym pisał:
... Dla witczyzny kozaki – twerda oborona,
Wid Tatar i wid Turkiw nadijna zasłona.
Ałe ja do was mowu swoju powertaju,
Sławne rycarstwo, wsim pro take nahadaju:
Szczob u wiri swiatij wy neruszno trwały,
Korolju pylnu wirnist’ swoju zachowały,
Bo za neji wam wolnist’ buła Panom dana:
Je Korol, a krim nioho – ne majete pana.
Wid usjakich podatkiw, sudiw uwilniłys’,
I zasłuhamy hidno usi umicniłys’.
Za wełyki klejnody swobodu trymajte
I zasłuhamy bilsze jiji umicniajte.
Jego imię nosiła fregata „Hetman Sahajdaczny”, będąca okrętem flagowym sił morskich Ukrainy, zatopiona 3 marca 2022 podczas agresji Federacji Rosyjskiej wobec Ukrainy (zatopili ją sami Ukraińcy, aby nie wpadła w ręce wroga).
Uchwałą Rady Miasta Krakowa z 6 lipca 2022 roku obszar przy skrzyżowaniu ulicy Jasnogórskiej i Stawowej (Prądnik Biały) otrzymał nazwę „Rondo Hetmana Piotra Konaszewicza-Sahajdacznego”.

## Galeria

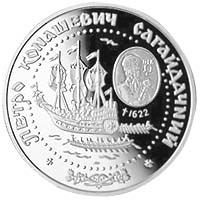
Ukraińska hrywna z wizerunkiem Piotra Konaszewicza

### Literatura dodatkowa
- Sachajdaczny. „Lwowianin Przeznaczony Krajowym i Zagranicznym Wiadomościom”. 2, s. 29–39, 1840.